# Cleroclytus gracilis
Cleroclytus gracilis là một loài bọ cánh cứng trong họ Cerambycidae.